# Писку Радулуј (Вранча)
Писку Радулуј (рум. Piscu Radului) насеље је у Румунији у округу Вранча у општини Византеа-Ливези. Oпштина се налази на надморској висини од 401 m.

## Становништво
Према подацима из 2002. године у насељу је живело 490 становника, од којих су сви румунске националности.